# Famille de Bavoz
La famille de Bavoz est une famille noble originaire du Bugey savoyard dont la filiation suivie remonte au XVe siècle. Elle s'est éteinte en ligne masculine en 1808.

## Histoire
La famille de Bavoz — que l'on trouve également sous les formes de Bavo, Bavoux (« bavisilien latin »), ou Bavouz — possède les seigneuries d'Oncieu, des Terreaux, la maison forte du Villaret et la maison forte de Billième dans l'ancien mandement de Chanaz,.
Cette famille a formé deux branches : Bavoz du Villaret et Bavoz de Billième. Elle s'est éteinte en 1808 avec son dernier représentant masculin Georges de Bavoz (1724-1808).
Des membres de la famille ont été châtelains de Maurienne (1506-1509, 1518-1521) pour les comtes de Savoie.

## Généalogie
La filiation de cette famille est donnée par Amédée de Foras et par l'article en forme d'ouvrage de Jean Létanche : Les vieux châteaux, maisons fortes et ruines féodales du canton d'Yenne en Savoie.
- Hugon de Bavoz[7] (vivant en 1436), homme lige de Galois de Chevelu.
  - Jean de Bavoz
    - Jean de Bavoz[7], époux de Amédée d'Oncieu, fille du seigneur de Chemilieu (Nattages).
      - Urbain de Bavoz, châtelain et receveur de la châtellenie de Maurienne du 25 mai 1506 au 8 janvier 1509[8].
        - Claude de Bavoz épouse Jeanne Jordane
          - François de Bavoz, commandant en 1580 du château de Saint-Michel-de-Maurienne. Il a pour adjoint son frère Jean de Bavoz[9].
          - Jean Georges de Bavoz épouse en 1576 Antoinette de Prélian
            - Benoît de Bavoz (1591-1645)
              - Laurent de Bavoz[10] (vivant en 1675), seigneur du Villaret. Il assiste à Yenne à la réunion de la noblesse du petit Bugey, à l'occasion de l'avènement[11] de Victor-Amédée II[10].
                - Charles Philibert de Bavoz[10], (vivant en 1730 ou 1735), épouse Anne de Saint-Martin, veuve du sire de Gerbaix.

            - Antoine de Bavoz ( -1645)
              - Laurent de Bavoz épouse en 1653 sa cousine Claudine de Bavoz. De ce mariage, naissent dix enfants.
                - Pierre de Bavoz épouse en 1698 Claudine de Gruel
                  - Marguerite de Bavoz épouse en 1725 Prudent Belly.

              - Guillaume de Bavoz ( -1668) épouse Françoise Revardel dit Goybet
                - François de Bavoz, seigneur d'Oncieu, épouse Marie Louise Bouvier
                  - Anthelme de Bavoz (1702-1758)
                    - Georges de Bavoz[7] (1724-1808), habitant Billième, probablement au château de Sômont (Saint-Jean-de-Chevelu), est présent en 1757, dans la maison forte de Prélian, comme témoin au testament de François d'Arcollières, seigneur de Prélian. Officier dans l'armée anglaise du duc de Cumberland[1].
                      - Jean-Ferdinand de Bavoz (1766-1795), dernier descendant mâle de la famille de Bavoz, lieutenant dans Savoie-Infanterie, mort en Piémont le 15 mars 1795, sans alliance, ni postérité[12].
                      - Thérèse de Bavoz (1768-1838) est une religieuse bénédictine, abbesse de Pradines. Elle fonde , après, la Révolution , plusieurs Abbayes de l'ordre de Saint-Benoît, dont l'abbaye Saint-Pierre de Pradines. Elle meurt « en odeur de sainteté » à Pradines (Diocèse de Lyon)[1],[13],[14],[15],[16],[3].

                    - Joseph de Bavoz[17] ( -1793), docteur de l'Université de Turin, sénateur du Sénat de Savoie le 20 septembre 1766[18], nommé avocat général au Sénat de Savoie le 6 octobre 1768[19], puis président de chambre du dit Sénat de Savoie le 12 février 1780[1],[20].
                    - Benoît de Bavoz[17] (1735-1775), lieutenant d'artillerie dans un régiment français, meurt en 1775 au Malabar.

          - Geoffroy de Bavoz[4],[a] (vivant en 1586 et encore cité en 1600), nommé avocat général au Sénat de Savoie le 18 août 1586[19], se verra nommé président de la Chambre des comptes de Savoie le 16 mai 1600[21]. Il est l'auteur d'un ouvrage de Jurisprudence intitulé : Tractatus reatuum juxta forensium ac pragmaticorum usum cui adjectae sunt Consuetudines ducatûs Augustae, édité à Chambéry en 1607, 1610 et 1615[22]. Il acquiert en 1602 la maison forte d'Oncieu. Mentionné dans l'Histoire de Savoie de Victor Flour de Saint-Genis[23] : « La Sainte-Maison de Thonon , dont la bulle de fondation fut obtenue par le   Père Chérubin, le 15 septembre 1599, porte dans ses statuts l'esprit de prévoyance et de charité de Saint François de Sales. Le président de Bavoz mit les Capucins en possession le 24 mai 1560, des terres, biens, revenus qui leur avaient été concédés » autre citation en matière de procédure: « Le Président Favre, le sénateur Deville , le Président de Bavoz, ont traité d'une manière toute spéciale et avec une sorte de prédilection, des questions de sorcellerie… ».
            - Marguerite de Bavoz, fille de Geoffroy de Bavoz, épouse le 14 janvier 1619, François d'Asnières,  seigneur de Veigie, sénateur du Sénat de Savoie,(LP 7-7-1622)[24]
            - Jean François de Bavoz épouse en 1639 Aynarde de La Porte
              - Anthelme de Bavoz[7] (vivant en 1656), cousin de Louis auquel il cède la maison forte de Billième.

            - Charles Antoine de Bavoz épouse en 1619 Constance Louys
              - Louis de Bavoz[7] (vivant en 1656), cousin d'Anthelme dont il acquiert la maison forte de Billième. Il récupère en 1680 la maison forte d'Oncieu[25].
                - François de Bavoz, seigneur d'Oncieu, épouse en 1699 Anne de Rouer de Saint-Séverin, héritière de la Tour de Verdun, l'une des Tours de Chignin.

## Possessions
Liste non exhaustive des possessions tenues en nom propre ou en fief de la famille de Bavoz :
- Château de Billième (73 - Billième) : vers 1427 à la fin du XVIIe ou au début du XVIIIe) ;
- Maison forte de Prélian, dite la tour de Saint-Jean-de-Chevelu (73 - Saint-Jean-de-Chevelu) ;
- Maison forte du Villaret (73 - Meyrieux-Trouet) : un Bavoz, seigneur d'Oncieu y vit en 1630 ;
- Domaines à Ruffieu et Serrières-en-Chautagne.

## Armes
| Famille de Bavoz | Les armes de la famille de Bavoz se blasonnent ainsi : De sable au mufle de lion d'argent, |